# Piercia kuehnei
Piercia kuehnei is een vlinder uit de familie spanners (Geometridae). De wetenschappelijke naam van deze soort is voor het eerst geldig gepubliceerd in 2008 door Karisch.
De soort komt voor in tropisch Afrika.